# Oratorio della Madonna del Pozzo
L'oratorio della Madonna del Pozzo è un luogo di culto cattolico che si trova in via di Brozzi nell'omonimo sobborgo di Firenze.

## Storia
Il piccolo oratorio, posto lungo la via che un tempo era molto trafficata da e per Firenze, risale al secolo XVII. La sua storia, in parte leggendaria, è narrata nelle Memorie di Domenico Ghisi, pievano di San Martino a Brozzi tra il 1623 e il 1651. Nel giorno dell'Assunzione dell'agosto 1584 un'immagine della Madonna col Bambino venne riscoperta dietro un muro presso un pozzo vicino alla casa di Bernardo Paoli, fiorentino, presso la villa dei Pasquali lungo la strada maestra. La scoperta avvenne quando due frati francescani, inginocchiatisi presso di essa, scopriorno che l'immagine era miracolosa poiché capace di far rifiorire dei gigli secchi in una ghirlanda lì collocata da molto tempo. La decozione a questa immagine si diffuse rapidamente, coinvolgendo i borghi vicini e arrivando fino a città lontane come Lucca e Bologna, e per quanto il pievano di allora, Girolamo Incontri, tentò con ogni mezzo di scoraggiare questo eccesso di devozione, in due mesi si raccolsero più di ottocento scudi di offerte, che l'arcivescovo di Firenze destinò a maritare alcune fanciulle povere, a far celebrare messe nella pieve di Brozzi e ad altre necessità del popolino. I successore dell'Incontri, Guglielmo Mannini, ai primi del Seicento, riuscì a racimolare il denaro per costruire un oratorio in cui custodire la sacra immagine, ingrandito nel 1612 dal nuovo pievano Lorenzo Zaffini. Al tempo della peste del 1630, quando era pievano il Ghisi autore delle Memorie, la Madonna del Pozzo fu assai venerata, tanto che la vecchia cappellina non era più sufficiente a contenere i fedeli che si rivolgevano alla sacra immagine. Fu la famiglia Bonsi, proprietaria della vicina villa di Quaracchi, a provvedere un nuovo ambiente attiguo alla cappella per realizzare un vero e proprio oratorio, sovvenzionandone la costruzione e apponendovi poi lo stemma familiare che ancora oggi si vede sopra il portale.

## Descrizione
La facciata è a capanna, con al centro il portale, sormontato da un timpano triangolare e affiancato da due finestre rettangolari; sopra di esso, vi è una terza finestra, con arco ribassato e chiusa da una moderna vetrata policroma raffigurante la Madonna col Bambino. Sulla sinistra della facciata, vi è il campaniletto a vela con un unico fornice con una campana.
L'interno della chiesa è a navata unica, con soffitto con travi lignee a vista. Addossato alla parete fondale, vi è l'altare; esso è costituito dalla moderna mensa, distaccata dalla parete e poggiante su due colonnine, e dall'ancona. Al centro di quest'ultima, all'interno della tela di Alfonso Boschi (Santi Martino e Carlo Borromeo in orazione con sullo sfondo la pieve di Brozzi, 1640), si trova un affresco della Madonna col Bambino in una nicchia di marmo policromi, risalente al XV secolo e che, per quanto ridipinto, ricorda lo stile di Paolo Schiavo.

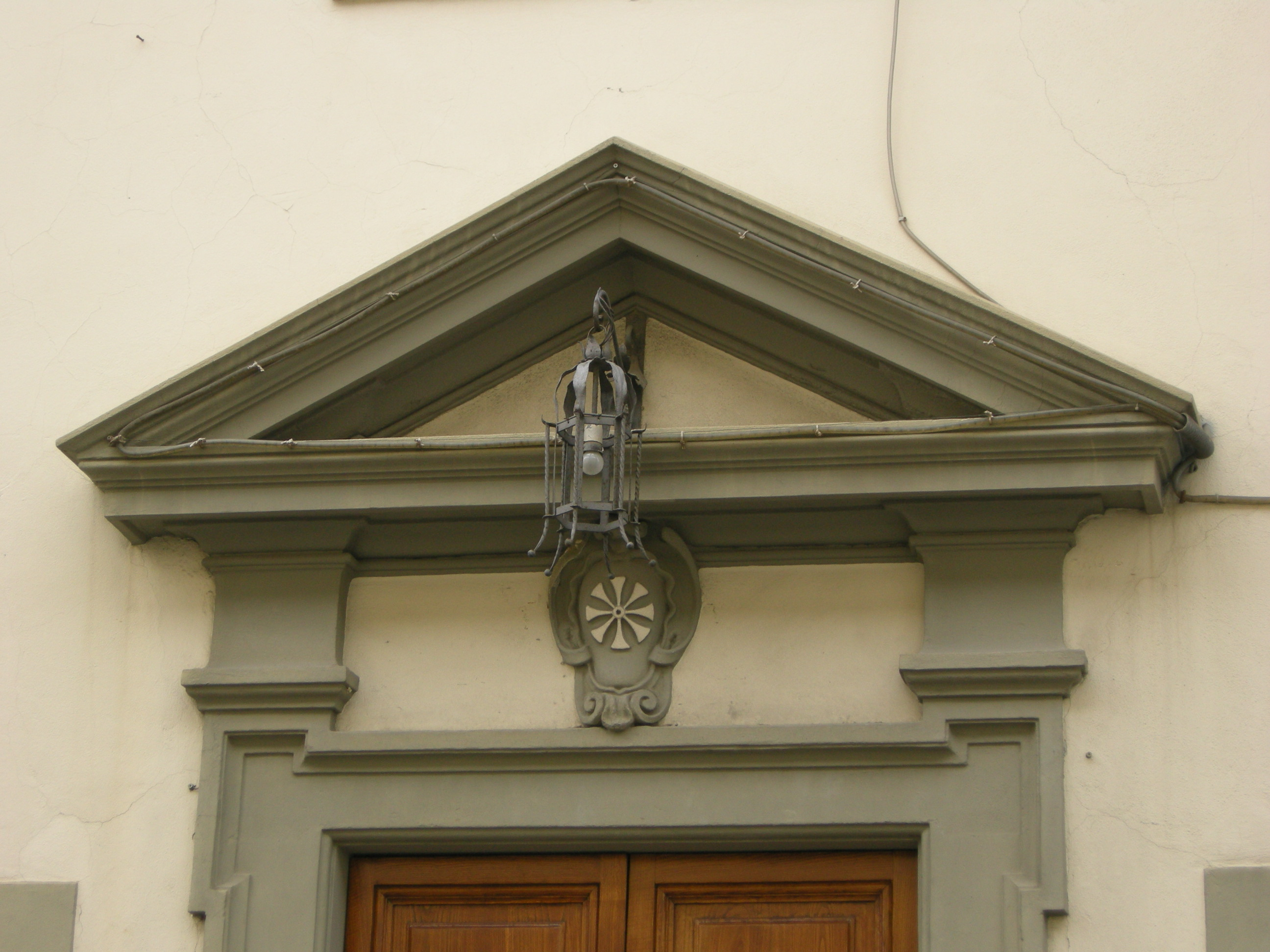
Timpano del portale
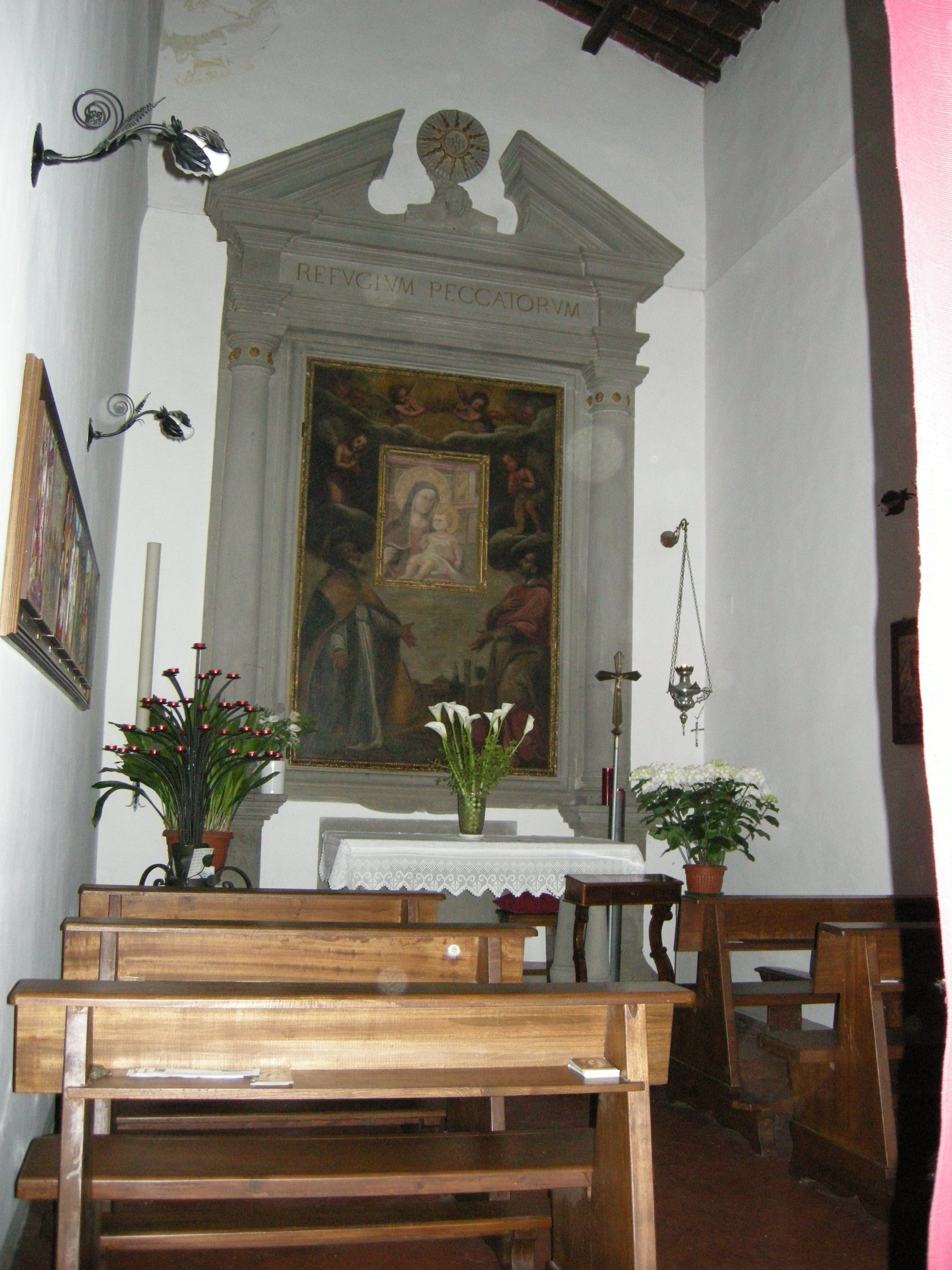
Interno